# Памятник на братской могиле у дворца культуры железнодорожников
Памятник на братской могиле у дворца культуры железнодорожников в Старопромысловском районе Грозного был открыт в 1924 году.

## История
В 1924 году рабочие Грозного высказали желание установить памятник на братской могиле погибших в ходе Стодневных боёв, похороненных у парка железнодорожников. Эта инициатива была поддержана профсоюзами. 3 апреля того же года Грозненский губернский совет принял постановление о возведении памятника. Начался сбор средств для строительства. Союз строителей выделил для этого 3 тысячи кирпичей, союз горняков — 6 бочек цемента, железнодорожники пожертвовали свой однодневный заработок.
24 августа 1924 года памятник был открыт. Он представлял собой трёхгранный обелиск с надписью «Память павшим борцам революции в грозненских августовских событиях 1918 года», установленный на насыпанном на могиле холме высотой 4,5 м. Впоследствии рядом с памятником был возведён дворец культуры железнодорожников имени Н. К. Крупской.
В 1968 году исполком Грозненского горсовета принял решение о строительстве нового памятника взамен существующего. Новый памятник был открыт 9 мая 1981 года. На открытии присутствовали участники Стодневных боёв и ветераны Великой Отечественной войны. Памятник, установленный на вершине холма, имел вид четырёхгранного штыка высотой 15 м, разрывающего колючую проволоку. На обелиске была надпись «Борцам 100-дневных боёв 1918 года». От подножия холма к обелиску с разных сторон вели три лестницы. В ходе церемонии открытия у подножия обелиска был зажжён вечный огонь.